# 네야가와코엔역
네야가와코엔역(일본어: 寝屋川公園駅, ねやがわこうえんえき 에야가와코엔[*])은 일본 오사카부 네야가와시에 위치한 서일본 여객철도의 역이다.

## 역 구조
섬식 승강장으로 1면 2선의 지상역이며 역사는 고가화되어 있다. 승강장 중간부가 지하 터널에 해당하는 반지하 형태로 되어 있다. 교바시·시조나와테 방면의 승강장의 일부는 안전을 위한 울타리가 설치되어 있다. 서일본 여객철도 교통 서비스의 위탁 영업을 받고 있으며, 이코카 및 제휴 교통 카드의 사용이 가능하다.

### 승강장
| 1 | ■ 갓켄토시 선 (하행선) | 시조나와테・교바시 방면 |
| 2 | ■ 갓켄토시 선 (상행선) | 마쓰이야마테・기즈 방면 |

## 역사
- 1979년 10월 1일: 호시다 ~ 시노부가오카 간에 신설.
- 1987년 4월 1일: 민영화에 의해 서일본 여객철도의 소속이 되었다.
- 2003년 11월 1일: 이코카의 사용이 개시되었다.
- 2019년 3월 16일:히가시네야가와 역에서 네야가와코엔 역으로 개칭.

## 인접정차역
| 서일본 여객철도 가타마치 선 | 서일본 여객철도 가타마치 선   | 서일본 여객철도 가타마치 선 |
| --------------------------- | ----------------------------- | --------------------------- |
| 호시다 기즈 방면            | ■ 갓켄토시 선 구간쾌속 · 보통 | 시노부가오카 교바시 방면    |